# تپه فخرآباد، بروجرد
تپه فخز آباد مربوط به هزاره دوم و هزاره اول قبل از میلاد است و در شهرستان بروجرد، بخش مرکزی، روستای فخر آباد واقع شده و این اثر در تاریخ ۲۳ شهریور ۱۳۸۲ با شمارهٔ ثبت ۹۹۸۴ به‌عنوان یکی از آثار ملی ایران به ثبت رسیده است.